# ジミー・ポール
ジミー・ポール（Jimmy Paul、1959年8月27日 - ）は、アメリカ合衆国の男性プロボクサー。ミシガン州デトロイト出身。元IBF世界ライト級王者。

## 来歴
1980年10月23日、ポールはプロデビューを果たし5回TKO勝ちで白星でデビューを飾った。
1982年12月3日、パット・デュランと対戦し6回2分18秒KO勝ち。
1983年6月12日、USBA全米ライト級王者アンディー・カニガンと対戦し6回TKO勝ちで王座獲得に成功した。
1984年6月15日、アルビン・ヘイスと対戦し6回KO勝ちで初防衛に成功した。
1985年4月6日、IBF世界ライト級王者ハリー・アローヨと対戦し15回3-0(2者が146-138、142-141)の判定勝ちで王座獲得に成功した。
1985年6月30日、ロビン・ブレイクと対戦し14回2分14秒TKO勝ちで初防衛に成功した。
1985年11月20日、後のIBF世界ライト級王者フレディ・ペンデルトンと対戦し10回3-0の判定勝ち。
1986年6月14日、イルレイス・ペレスと対戦し15回2-0(143-142、144-141、143-143)の判定勝ちで2度目の防衛に成功した。
1986年8月15日、ダーレル・タイソンと対戦し15回3-0(145-142、145-140、144-141)の判定勝ちで3度目の防衛に成功した。
1986年12月5日、ラスベガスシーザース・パレスでグレグ・ホーゲンと対戦し15回0-2(142-143、143-143、141-144)の判定負けで4度目の防衛に失敗し王座から陥落した。
3連敗をして引退後に復帰して再浮上したポールは1992年6月29日、WBO世界スーパーライト級王座決定戦でカルロス・ゴンザレスと対戦するがゴンザレスの強打に捕まり2回2分56秒TKO負けで2階級制覇に失敗した。
1999年10月28日、アリ・カリーム・ムハンマドと対戦し8回3-0の判定勝ちを最後に現役を引退した。

## 獲得タイトル
- USBA全米ライト級王座
- 第3代IBF世界ライト級王座(防衛3)